# 2008-as motokrossz Faenza város nagydíja MX1
A 2008-as FIM motokrossz-világbajnokság Faenza város nagydíjának mindkét futamán a német Maximilian Nagl tudott nyerni. 
Egyetlen magyar MX1-es versenyzőnk Németh Kornél az edzésen megsérült ezért a nagydíjon nem tudott résztvenni.

## Időmérő
| Helyezés | #   | Versenyző          | Motor    | Idő      | Kül. elsőtől | Sebesség |
| -------- | --- | ------------------ | -------- | -------- | ------------ | -------- |
| 1        | 90  | Sébastien Pourcel  | Kawasaki | 1:37.918 | +0:00.000    | 58.82    |
| 2        | 11  | Steve Ramon        | Suzuki   | 1:37.983 | +0:00.065    | 58.78    |
| 3        | 7   | Jonathan Barragan  | KTM      | 1:38.156 | +0:00.238    | 58.68    |
| 4        | 9   | Ken de Dycker      | Suzuki   | 1:38.631 | +0:00.713    | 58.39    |
| 5        | 6   | Joshua Coppins     | Yamaha   | 1:38.805 | +0:00.887    | 58.29    |
| 6        | 12  | Maximilian Nagl    | KTM      | 1:39.274 | +0:01.356    | 58.02    |
| 7        | 14  | Marc de Reuver     | Honda    | 1:39.388 | +0:01.470    | 57.95    |
| 8        | 32  | Manuel Priem       | Kawasaki | 1:39.400 | +0:01.482    | 57.94    |
| 9        | 8   | Tanel Leok         | Kawasaki | 1:39.471 | +0:01.553    | 57.90    |
| 10       | 25  | Clément Desalle    | Suzuki   | 1:39.581 | +0:01.663    | 57.84    |
| 11       | 23  | Alex Salvini       | Suzuki   | 1:39.927 | +0:02.009    | 57.64    |
| 12       | 15  | Julien Bill        | Honda    | 1:40.109 | +0:02.191    | 57.53    |
| 13       | 19  | David Philippaerts | Yamaha   | 1:40.151 | +0:02.233    | 57.51    |
| 14       | 20  | Gregory Aranda     | Kawasaki | 1:40.224 | +0:02.306    | 57.47    |
| 15       | 211 | Billy Mackenzie    | Honda    | 1:40.386 | +0:02.468    | 57.37    |

## Első futam
| Helyezés | #   | Versenyző          | Motor    | Körök | Idő       | Kül. elsőtől | Kül. előzőtől | Legjobb idő | Sebesség |
| -------- | --- | ------------------ | -------- | ----- | --------- | ------------ | ------------- | ----------- | -------- |
| 1        | 12  | Maximilian Nagl    | KTM      | 22    | 38:49.652 | 0:00.000     | 0:00.000      | 1:43.735    | 54.39    |
| 2        | 9   | Ken de Dycker      | Suzuki   | 22    | 39:21.512 | +0:31.860    | +0:31.860     | 1:44.576    | 53.66    |
| 3        | 19  | David Philippaerts | Yamaha   | 22    | 39:25.543 | +0:35.891    | +0:04.031     | 1:44.972    | 53.56    |
| 4        | 7   | Jonathan Barragan  | KTM      | 22    | 39:32.584 | +0:42.932    | +0:07.041     | 1:45.600    | 53.41    |
| 5        | 211 | Billy Mackenzie    | Honda    | 22    | 39:34.008 | +0:44.356    | +0:01.424     | 1:45.930    | 53.37    |
| 6        | 14  | Marc de Reuver     | Honda    | 22    | 39:35.287 | +0:45.635    | +0:01.279     | 1:45.863    | 53.34    |
| 7        | 15  | Julien Bill        | Honda    | 22    | 39:36.650 | +0:46.998    | +0:01.363     | 1:46.257    | 53.31    |
| 8        | 25  | Clément Desalle    | Suzuki   | 22    | 39:39.167 | +0:49.515    | +0:02.517     | 1:46.170    | 53.26    |
| 9        | 27  | Marcus Schiffer    | KTM      | 22    | 39:47.619 | +0:57.967    | +0:08.452     | 1:45.630    | 53.07    |
| 10       | 6   | Joshua Coppins     | Yamaha   | 22    | 39:50.204 | +1:00.552    | +0:02.585     | 1:46.509    | 53.01    |
| 11       | 11  | Steve Ramon        | Suzuki   | 22    | 39:51.282 | +1:01.630    | +0:01.078     | 1:45.272    | 53.99    |
| 12       | 24  | Tom Church         | Kawasaki | 22    | 40:30.779 | +1:41.127    | +0:39.497     | 1:47.859    | 52.13    |
| 13       | 179 | Martin Michek      | TM       | 22    | 40:32.066 | +1:42.414    | +0:01.287     | 1:48.744    | 52.10    |
| 14       | 32  | Manuel Priem       | Kawasaki | 22    | 40:38.614 | +1:48.962    | +0:06.548     | 1:48.611    | 51.96    |
| 15       | 36  | Luis Correira      | Suzuki   | 22    | 41:12.768 | +2:23.116    | +0:34.154     | 1:48.980    | 51.24    |
| 16       | 17  | Renet Pierre A.    | Suzuki   | 21    | 38:59.056 | +1 kör       | +1 kör        | 1:47.837    | 51.71    |
| 17       | 23  | Alex Salvini       | Suzuki   | 21    | 39:01.501 | +1 kör       | +0:02.445     | 1:47.861    | 51.65    |
| 18       | 115 | Carlos Campano     | Yamaha   | 21    | 39:05.746 | +1 kör       | +0:04.245     | 1:48.292    | 51.56    |
| 19       | 20  | Gregory Aranda     | Kawasaki | 21    | 39:26.365 | +1 kör       | +0:20.619     | 1:47.606    | 51.11    |
| 20       | 45  | Loic Leonce        | Yamaha   | 21    | 39:28.514 | +1 kör       | +0:02.149     | 1:49.313    | 51.06    |
| 21       | 28  | Scott Columb       | Suzuki   | 21    | 39:42.674 | +1 kör       | +0:14.160     | 1:50.061    | 50.76    |
| 22       | 57  | Filip Neugebauer   | Kawasaki | 21    | 40:00.708 | +1 kör       | +0:18.034     | 1:49.621    | 50.38    |
| 23       | 144 | Yohei Kojima       | Suzuki   | 21    | 40:04.094 | +1 kör       | +0:03.386     | 1:48.784    | 50.31    |
| 24       | 98  | Jacob Saylor       | Kawasaki | 19    | 39:47.619 | +3 kör       | +2 kör        | 1:52.866    | 46.53    |
| 25       | 90  | Sébastien Pourcel  | Kawasaki | 19    | 39:52.405 | +3 kör       | +0:40.558     | 1:43.624    | 45.74    |
| 26       | 111 | Aigar Leok         | Yamaha   | 18    | 33:50.394 | +4 kör       | +1 kör        | 1:48.378    | 51.06    |
| 27       | 8   | Tanel Leok         | Kawasaki | 17    | 30:42.450 | +5 kör       | +1 kör        | 1:44.847    | 53.14    |
| 28       | 10  | Cedric Melotte     | Aprilia  | 13    | 24:48.931 | +9 kör       | +4 kör        | 1:49.075    | 50.29    |
| 29       | 150 | Matteo Dottori     | KTM      | 22    | 2:05.531  | +21 kör      | +12 kör       | 1:48.611    | 51.96    |

## Második futam
- A megadott sebesség értékek km/h-ban értendőek.

## Külső hivatkozások
- motocrossmx1.com Archiválva 2014. február 8-i dátummal a Wayback Machine-ben
- fim.ch[halott link]